# Uropsilus gracilis
Uropsilus gracilis är en däggdjursart som först beskrevs av Thomas 1911.  Uropsilus gracilis ingår i släktet Uropsilus och familjen mullvadsdjur. Internationella naturvårdsunionen kategoriserar arten globalt som livskraftig. Inga underarter finns listade.
Arten tillhör mullvadsdjuren men den påminner mer om en näbbmus med synliga öron och en lång svans. Kroppslängden (huvud och bål) är 65 till 90 mm och svanslängden är 60 till 80 mm. Den mjuka pälsen på ovansidan har en mörkbrun till gråbrun färg och undersidan är täckt av mörkgrå päls. På svansen förekommer främst fjäll och några glest fördelade hår. Även händer och fötter samt de nedre delarna av armar och ben ser nakna ut. Hos Uropsilus gracilis är ögonen gömda i pälsen. I motsats till de flesta andra mullvadsdjur finns bara små klor på vid fingrar och tår. Arten har en framtand på varje sida i underkäken.
Detta mullvadsdjur förekommer i centrala och södra Kina (främst i provinserna Sichuan och Yunnan) samt i angränsande delar av Myanmar. Arten vistas främst i bergstrakter och når där 3000 till 4000 meter över havet. Regionen är huvudsakligen täckt av barrträd och andra växter men arten hittas även på bergsängar.
Individerna gräver vanligen i lövskiktet efter ryggradslösa djur.